# Herdflächenlösung
Eine Herdflächenlösung ist eine in der Geophysik genutzte Beschreibung der Bruchmechanik eines Erdbebens. Unter Berücksichtigung weiterer (z. B. tektonischer) Informationen kann man aus ihr die Orientierung der Herdfläche und die Richtungen der Dislokation ableiten.

## Darstellung

Bildung der Herdflächenlösung aus den Kompressionen und Dilatationen mehrerer Messstationen. Schwarze Punkte stellen einen positiven Ersteinsatz, die weißen Punkte einen negativen Ersteinsatz der Erdbebenwelle dar.

Die Berechnung der Herdflächenlösung benötigt von jeder beteiligten Messstation sowohl das dem Beben zugeordnete Azimut als auch den jeweiligen Inzidenzwinkel und die Schwingungsrichtung des ersten Einsatzes der gemessenen Welle (Kompression oder Dilatation). Diese Daten werden zunächst entlang berechneter Strahlwege auf eine Kugel um das Hypozentrum projiziert und von dort in eine Ebene, wobei die Vorzeichen in der oberen Hemisphäre umgekehrt werden. Dann werden zwei Großkreise gesucht, die im rechten Winkel aufeinander stehen und Beobachtungen unterschiedlicher Polarität möglichst gut in Regionen abgrenzen. Für die Interpretation der Störung aus den Herdflächenlösungen ist zu berücksichtigen, dass es aus Symmetriegründen grundsätzlich nicht möglich ist zu entscheiden, welcher der beiden Großkreise der Bruchfläche entspricht. Insbesondere lässt sich deshalb aus der Herdflächenlösung einer Blattverschiebung der Bewegungssinn (sinistral oder dextral) nicht ableiten.
| Blattverschiebung | Aufschiebung | Abschiebung |
| ----------------- | ------------ | ----------- |
|                   |              |             |
|                   |              |             |

Die zur Darstellung der Herdflächenlösungen verwendeten Diagramme werden als Beach Balls bezeichnet.